# Eurocoupe féminine de basket-ball 2015-2016
Navigation
Saison précédente Saison suivante
L’Eurocoupe de basket-ball 2015-2016 est la 14e édition de la seconde compétition européenne de clubs de basket-ball féminins derrière l’Euroligue.

## Équipes
Les 32 formations qualifiées sont réparties en deux conférences géographiques (est/sud-est et centre/ouest) afin de limiter les frais de déplacement.
| Équipes reversées d’Euroligue  | Équipes reversées d’Euroligue | Équipes reversées d’Euroligue     | Équipes reversées d’Euroligue |
| ------------------------------ | ----------------------------- | --------------------------------- | ----------------------------- |
| Good Angels Košice             | ESB Villeneuve-d’Ascq         | Tango Bourges                     | AGÜ Kayserispor               |
| Saison régulière               |                               |                                   |                               |
| Conférence 1                   | Conférence 1                  | Conférence 2                      | Conférence 2                  |
| Sparta&K région de Moscou (4e) | Ordu Sportif Faaliyetler (7e) | Aluinvent DVTK Miskolc (2e)       | Valosun KP Brno (5e)          |
| Tchevakata Vologda (5e)        | EB Edirnespor (8e)            | PEAC-Pécs (3e)                    | Reyer Venise (3e)             |
| Energia Ivanovo (6e)           | Luleå BBK (1er)               | UNI Győr (4e)                     | Dike Basket Naples (4e)       |
| ŽBK Dynamo Moscou (7e)         | Udominate Basket Umeå (2e)    | PINKK Pecsi 424 (5e)              | TSV 1880 Wasserburg (1er)     |
| Ienisseï Krasnoïarsk (8e)      | Dounav 8806 Roussé (1er)      | Basket Landes (4e)                | Belfius Namur Capitale (2e)   |
| Adana ASKI (4e)                | Tsmoki Minsk (1er)            | Union Angers (5e)                 | CUS Ponta Delgada (1er)       |
| İstanbul Üniversitesi (5e)     | Pieštanské Cajky (2e)         | Nantes Rezé Basket (8e)           |                               |
| Beşiktaş İstanbul (6e)         |                               | Basketball Nymburk (3e)           |                               |
| Tour de qualification          |                               |                                   |                               |
| Conférence 1                   | Conférence 1                  | Conférence 2                      | Conférence 2                  |
| Flying Foxes Vienne (1er)      | TTT Riga (1er)                | Orange Blizzards Nieuwegein (1er) | Elfic Fribourg Basket (2e)    |

|  | Vainqueur                                            |
|  | Finaliste                                            |
|  | Éliminés en demi-finales                             |
|  | Éliminés en quarts de finale                         |
|  | Éliminés en huitièmes de finale                      |
|  | Éliminés en seizièmes de finale                      |
|  | Éliminés à l’issue du premier tour (phase de poules) |
|  | Éliminé en tour de qualification                     |

### Chapeaux
| Conférence 1                                                                         | Conférence 1                                                                | Conférence 1                                                             | Conférence 1                                                                         |
| Pot 1                                                                                | Pot 2                                                                       | Pot 3                                                                    | Pot 4                                                                                |
| ------------------------------------------------------------------------------------ | --------------------------------------------------------------------------- | ------------------------------------------------------------------------ | ------------------------------------------------------------------------------------ |
| Sparta&K région de Moscou ŽBK Dynamo Moscou İstanbul Üniversitesi Tchevakata Vologda | Beşiktaş İstanbul Dounav 8806 Roussé Udominate Basket Umeå Tsmoki Minsk     | Ordu Sportif Faaliyetler Ienisseï Krasnoïarsk Energia Ivanovo Adana ASKI | EB Edirnespor Pieštanské Cajky Luleå BBK TTT Riga (Qualifié 1)                       |
| Conférence 2                                                                         |                                                                             |                                                                          |                                                                                      |
| Pot 1                                                                                | Pot 2                                                                       | Pot 3                                                                    | Pot 4                                                                                |
| Orange Blizzards Nieuwegein (ELW QR) UNI Győr Nantes Rezé Basket Basket Landes       | PEAC-Pécs TSV 1880 Wasserburg Belfius Namur Capitale Aluinvent DVTK Miskolc | Basketball Nymburk PINKK Pecsi 424 Union Angers Valosun KP Brno          | Reyer Venise Dike Basket Naples CUS Ponta Delgada Elfic Fribourg Basket (Qualifié 2) |

Après le retrait du BK Brno de l'Euroligue et la concurrence de l'Eurocup pour l'année, Orange Blizzards Nieuwegein et Fribourg sont tous deux qualifiés pour le tournoi final. Le spot précédemment détenu par le perdant du tour de qualification de l'Euroligue a été attribué au club néerlandais d'Orange Blizzards Nieuwegein.

## Tour de qualification
| 7 octobre 2015 19h00 | (en) Boxscore | Flying Foxes Vienne                                       | 57-85                    | TTT Riga                                       |  | Sankt Pölten Affluence : 200 Arbitres : Marko Vuckovic Marek Kukelcik Ivor Matejek |
| 7 octobre 2015 19h00 | (en) Boxscore | Score par quart-temps : 9-22, 19-8, 13-35, 16-20          |                          |                                                |  | Sankt Pölten Affluence : 200 Arbitres : Marko Vuckovic Marek Kukelcik Ivor Matejek |
| 7 octobre 2015 19h00 | (en) Boxscore | Score par mi-temps : 28-30, 29-55                         |                          |                                                |  | Sankt Pölten Affluence : 200 Arbitres : Marko Vuckovic Marek Kukelcik Ivor Matejek |
| 7 octobre 2015 19h00 | (en) Boxscore | Aaryn Ellenberg-Wiley 17 Dominique Reed 7 Chastity Reed 6 | Points Rebonds Passes d. | Kristen Mann 21 Kristen Mann 7 Sydney Carter 7 |  | Sankt Pölten Affluence : 200 Arbitres : Marko Vuckovic Marek Kukelcik Ivor Matejek |

| 15 octobre 2015 19h00 | (en) Boxscore | TTT Riga                                          | 48-54                    | Flying Foxes Vienne                                               |  | Riga Affluence : 200 Arbitres : Gintaras Vitkauskas Rain Peerandi Anton Makhlin |
| 15 octobre 2015 19h00 | (en) Boxscore | Score par quart-temps : 11-6, 10-13, 14-14, 13-21 |                          |                                                                   |  | Riga Affluence : 200 Arbitres : Gintaras Vitkauskas Rain Peerandi Anton Makhlin |
| 15 octobre 2015 19h00 | (en) Boxscore | Score par mi-temps : 21-19, 27-35                 |                          |                                                                   |  | Riga Affluence : 200 Arbitres : Gintaras Vitkauskas Rain Peerandi Anton Makhlin |
| 15 octobre 2015 19h00 | (en) Boxscore | Sydney Carter 13 Kristen Mann 12 Kristen Mann 4   | Points Rebonds Passes d. | Aaryn Ellenberg-Wiley 24 Chastity Reed 14 Aaryn Ellenberg-Wiley 3 |  | Riga Affluence : 200 Arbitres : Gintaras Vitkauskas Rain Peerandi Anton Makhlin |

## Premier tour
Le tirage au sort eut lieu le 4 juillet 2015 à Munich. Les équipes furent réparties en huit groupes de quatre ; les deux premières équipes de chaque groupe se qualifient pour les huitièmes de finale.
Le premier tour se déroule du 28 octobre au 17 décembre 2015.
- Les deux premières équipes de chaque groupe : qualification pour les huitièmes de finale
- Équipes éliminées

### Groupe A
| Rang | Équipe                    | Pts | J | G | P | Pp  | Pc  | Diff |  | Résultats (dom.\ext.)     |       |        |       |       |
| ---- | ------------------------- | --- | - | - | - | --- | --- | ---- |  | ------------------------- | ----- | ------ | ----- | ----- |
| 1    | Sparta&K région de Moscou | 11  | 6 | 5 | 1 | 472 | 387 | 85   |  | Sparta&K région de Moscou |       | 109-58 | 91-70 | 63-48 |
| 2    | Beşiktaş İstanbul         | 9   | 6 | 3 | 3 | 443 | 475 | -32  |  | Beşiktaş İstanbul         | 76-66 |        | 87-70 | 75-79 |
| 3    | Adana ASKI                | 8   | 6 | 2 | 4 | 448 | 467 | -19  |  | Adana ASKI                | 67-73 | 91-82  |       | 63-72 |
| 4    | Pieštanské Cajky          | 8   | 6 | 2 | 4 | 389 | 423 | -34  |  | Pieštanské Cajky          | 68-70 | 60-65  | 62-87 |       |

### Groupe B
| Rang | Équipe                   | Pts | J | G | P | Pp  | Pc  | Diff |  | Résultats (dom.\ext.)    |       |       |       |       |
| ---- | ------------------------ | --- | - | - | - | --- | --- | ---- |  | ------------------------ | ----- | ----- | ----- | ----- |
| 1    | TTT Riga                 | 10  | 6 | 4 | 2 | 426 | 385 | 41   |  | ŽBK Dynamo Moscou        |       | 66-59 | 64-60 | 61-59 |
| 2    | Ordu Sportif Faaliyetler | 10  | 6 | 4 | 2 | 468 | 425 | 43   |  | Udominate Basket Umeå    | 84-87 |       | 68-85 | 60-64 |
| 3    | ŽBK Dynamo Moscou        | 10  | 6 | 4 | 2 | 408 | 420 | -12  |  | Ordu Sportif Faaliyetler | 87-72 | 87-68 |       | 80-78 |
| 4    | Udominate Basket Umeå    | 6   | 6 | 0 | 6 | 396 | 468 | -72  |  | TTT Riga                 | 71-58 | 79-57 | 75-69 |       |

### Groupe C
| Rang | Équipe               | Pts | J | G | P | Pp  | Pc  | Diff |  | Résultats (dom.\ext.) |       |       |       |       |
| ---- | -------------------- | --- | - | - | - | --- | --- | ---- |  | --------------------- | ----- | ----- | ----- | ----- |
| 1    | Ienisseï Krasnoïarsk | 11  | 6 | 5 | 1 | 416 | 379 | 37   |  | Tchevakata Vologda    |       | 65-58 | 64-69 | 65-62 |
| 2    | EB Edirnespor        | 10  | 6 | 4 | 2 | 433 | 407 | 26   |  | Tsmoki Minsk          | 59-69 |       | 50-53 | 46-61 |
| 3    | Tchevakata Vologda   | 9   | 6 | 3 | 3 | 426 | 419 | 7    |  | Ienisseï Krasnoïarsk  | 74-69 | 79-56 |       | 73-70 |
| 4    | Tsmoki Minsk         | 6   | 6 | 0 | 6 | 330 | 400 | -70  |  | EB Edirnespor         | 97-94 | 73-61 | 70-68 |       |

### Groupe D
| Rang | Équipe                | Pts | J | G | P | Pp  | Pc  | Diff |  | Résultats (dom.\ext.) |       |       |       |       |
| ---- | --------------------- | --- | - | - | - | --- | --- | ---- |  | --------------------- | ----- | ----- | ----- | ----- |
| 1    | İstanbul Üniversitesi | 12  | 6 | 6 | 0 | 466 | 385 | 81   |  | İstanbul Üniversitesi |       | 83-71 | 72-59 | 97-82 |
| 2    | Luleå BBK             | 9   | 6 | 3 | 3 | 467 | 480 | -13  |  | Dounav 8806 Roussé    | 48-71 |       | 80-61 | 75-65 |
| 3    | Dounav 8806 Roussé    | 8   | 6 | 2 | 4 | 408 | 424 | -16  |  | Energia Ivanovo       | 48-57 | 67-60 |       | 77-84 |
| 4    | Energia Ivanovo       | 7   | 6 | 1 | 5 | 383 | 435 | -52  |  | Luleå BBK             | 77-86 | 77-74 | 82-71 |       |

### Groupe E
| Rang | Équipe              | Pts | J | G | P | Pp  | Pc  | Diff |  | Résultats (dom.\ext.) |       |       |       |       |
| ---- | ------------------- | --- | - | - | - | --- | --- | ---- |  | --------------------- | ----- | ----- | ----- | ----- |
| 1    | Reyer Venise        | 10  | 6 | 4 | 2 | 418 | 375 | 43   |  | Nantes Rezé Basket    |       | 85-74 | 88-57 | 73-65 |
| 2    | Nantes Rezé Basket  | 10  | 6 | 4 | 2 | 440 | 407 | 33   |  | TSV 1880 Wasserburg   | 78-79 |       | 72-55 | 73-68 |
| 3    | TSV 1880 Wasserburg | 9   | 6 | 3 | 3 | 427 | 422 | 5    |  | PINKK Pecsi 424       | 64-56 | 55-70 |       | 61-74 |
| 4    | PINKK Pecsi 424     | 7   | 6 | 1 | 5 | 341 | 422 | -81  |  | Reyer Venise          | 69-59 | 80-60 | 62-49 |       |

### Groupe F
| Rang | Équipe                | Pts | J | G | P | Pp  | Pc  | Diff |  | Résultats (dom.\ext.) |       |       |       |       |
| ---- | --------------------- | --- | - | - | - | --- | --- | ---- |  | --------------------- | ----- | ----- | ----- | ----- |
| 1    | Basket Landes         | 11  | 6 | 5 | 1 | 421 | 375 | 46   |  | Basket Landes         |       | 71-51 | 62-59 | 81-67 |
| 2    | Basketball Nymburk    | 10  | 6 | 4 | 2 | 419 | 383 | 36   |  | PEAC-Pécs             | 62-79 |       | 84-43 | 64-65 |
| 3    | PEAC-Pécs             | 8   | 6 | 2 | 4 | 402 | 403 | -1   |  | Basketball Nymburk    | 82-61 | 82-68 |       | 79-54 |
| 4    | Elfic Fribourg Basket | 7   | 6 | 1 | 5 | 357 | 438 | -81  |  | Elfic Fribourg Basket | 54-67 | 63-73 | 54-74 |       |

### Groupe G
| Rang | Équipe                      | Pts | J | G | P | Pp  | Pc  | Diff |  | Résultats (dom.\ext.)       | Drapeau des Pays-Bas |       |       |       |
| ---- | --------------------------- | --- | - | - | - | --- | --- | ---- |  | --------------------------- | -------------------- | ----- | ----- | ----- |
| 1    | Aluinvent DVTK Miskolc      | 12  | 6 | 6 | 0 | 451 | 379 | 72   |  | Orange Blizzards Nieuwegein |                      | 74-84 | 59-81 | 63-72 |
| 2    | Dike Basket Naples          | 10  | 6 | 4 | 2 | 393 | 372 | 21   |  | Aluinvent DVTK Miskolc      | 79-57                |       | 83-58 | 68-64 |
| 3    | Valosun KP Brno             | 8   | 6 | 2 | 4 | 406 | 400 | 6    |  | Valosun KP Brno             | 72-49                | 73-77 |       | 62-64 |
| 4    | Orange Blizzards Nieuwegein | 6   | 6 | 0 | 6 | 361 | 460 | -99  |  | Dike Basket Naples          | 72-59                | 53-60 | 68-60 |       |

### Groupe H
| Rang | Équipe                 | Pts | J | G | P | Pp  | Pc  | Diff |  | Résultats (dom.\ext.)  |       |       |       |       |
| ---- | ---------------------- | --- | - | - | - | --- | --- | ---- |  | ---------------------- | ----- | ----- | ----- | ----- |
| 1    | CUS Ponta Delgada      | 11  | 6 | 5 | 1 | 442 | 379 | 63   |  | UNI Győr               |       | 62-74 | 53-70 | 67-76 |
| 2    | Union Angers           | 10  | 6 | 4 | 2 | 425 | 400 | 25   |  | Belfius Namur Capitale | 80-74 |       | 67-56 | 62-81 |
| 3    | Belfius Namur Capitale | 9   | 6 | 3 | 3 | 426 | 429 | -3   |  | Union Angers           | 69-51 | 88-84 |       | 73-72 |
| 4    | UNI Győr               | 6   | 6 | 0 | 6 | 356 | 441 | -85  |  | CUS Ponta Delgada      | 72-49 | 68-59 | 73-69 |       |